# Krv i pepeo
Krv i pepeo (с серб. — «Кровь и пепел») — дебютный студийный альбом сербской блэк-метал-группы СМРТ, выпущенный 21 декабря 2021 года на лейбле Osmose Productions. Альбом представляет собой «концептуальную запись, созданную как ритуальная часть тёмного балканского колдовства, духовное подношение древнему культу мёртвых».
Звучание альбома сравнивали со смесью Burzum и Wolves in the Throne Room.

## Отзывы критиков
| Оценки критиков | Оценки критиков |
| Источник        | Оценка          |
| --------------- | --------------- |
| Metal Storm     | [ 2 ]           |

Рецензент Metal Storm пишет: «Burzum и Wolves In The Throne Room заходят в сербский бар, и результаты многообещающие. СМРТ уверенно исполняют норвежский блэк-метал с влиянием второй волны, улучшенный мелодичными дополнениями в духе Sargeist и WITTR. Krv i Pepeo открывается треком „Seme Ponoći“, который взрывается полумелодичным, интроспективным звучанием, напоминающим сырой, меланхоличный стиль Burzum, а заглавный трек звучит скорее как знаменитый альбом Mayhem 90-х годов».

## Список композиций
| №                   | Название              | Длительность |
| ------------------- | --------------------- | ------------ |
| 1.                  | «Seme ponoci»         | 5:09         |
| 2.                  | «Krv i pepeo»         | 4:26         |
| 3.                  | «Prokletije»          | 5:30         |
| 4.                  | «Vrani pir»           | 4:01         |
| 5.                  | «Srce od trnja»       | 4:13         |
| 6.                  | «Memla»               | 7:28         |
| 7.                  | «Mesecev zub»         | 5:55         |
| 8.                  | «Na vecernjem lahoru» | 3:53         |
| Общая длительность: | Общая длительность:   | 40:35        |